# Mick Micheyl
Mick Micheyl, nom de scène de Paulette Jeanne Renée Michey, née le 8 février 1922 à Lyon et morte le 16 mai 2019 à Montmerle-sur-Saône, est une chanteuse et sculptrice française.

## Biographie

### Chanteuse
Après avoir fréquenté l'École des beaux-arts de Lyon et reçu les conseils du peintre Honoré Hugrel, Mick Micheyl devient peintre-décoratrice et se laisse entraîner par son condisciple Roger Forissier dans les activités théâtrales et musicales d'une troupe éphémère.  Elle débute au cabaret  à l'Echanson d'André Pasdoc, situé 49 rue des Petits-Champs, à la fin des années 1940. En 1949, elle gagne le concours de l'ABC à Paris avec une chanson, Le Marchand de Poésie, dont elle est auteur et compositeur. Mick Micheyl se produit alors dans de nombreux cabarets : L'Échelle de Jacob, l'Arlequin, le Liberty's. Elle rencontre la chanteuse Lisette Jambel au théâtre de Villeurbanne grâce au speaker Jo Darlays lors du Gala des familles de la Police, et lui propose sa chanson Ma Maman, que la vedette du gala transformera en succès avec sa maison de disques à Paris. Un an après Mick Micheyl réenregistrera le tube et deviendra connue  à la radio.
Durant les années 1950, elle est, à force de multiplier les galas sur les scènes les plus importantes de cette époque (Pacra, Alhambra, Moulin Rouge, Gaumont Palace, Bobino) l'une des principales vedettes de la chanson française. L'un de ses titres, Un Gamin de Paris, édité par sa maison de disques, Pathé-Marconi, devient un standard de la chanson française, chanté notamment par Patachou, Mouloudji et Yves Montand en France, ou encore Robert Clary aux États-Unis.
Mick Micheyl connaît également le succès en étant meneuse de revue au Casino de Paris.
À la fin des années 1960, elle se tourne vers la télévision, comme productrice, permettant à des artistes comme Dave ou Daniel Guichard de se faire connaître.

### Sculptrice
En 1974 s'opère un tournant décisif dans la carrière de Mick Micheyl puisqu'elle renonce à toute activité dans le domaine du spectacle ou du divertissement pour devenir sculptrice sur acier (peintôles).
Au début des années 1980, elle fait notamment une exposition à la galerie d'Art de la place Beauvau à Paris ; cette manifestation attire de nombreuses personnalités du Tout-Paris.
Mick Micheyl, dont les créations ont été présentées et saluées un peu partout dans le monde, devient une sculptrice reconnue dans les sphères artistiques mais qui n'en poursuit pas moins son travail de recherche. Certaines de ses œuvres ont été acquises par des musées (Musée Masséna à Nice) et par de grandes institutions publiques (Présidence du Sénégal) ou privées. En 1995, l'exposition Les potamick, dans le cadre du Festival du cinéma américain de Deauville, associe à ses œuvres celles de ses amis comme le peintre Raymond Biaussat. Elle expose aussi en 2005 à la mairie de Lyon, filmée par France 3 mais aussi par le jazzman-auteur James Darlays.
En octobre 2009, Mick Micheyl organise à la mairie du 11e arrondissement de Paris, une exposition présentée comme la dernière. À cette occasion, l'artiste révèle qu'elle est contrainte d'abandonner son art à la suite de plusieurs accidents de création qui lui ont fait perdre en partie la vue : elle a été victime de projections de limaille de fer dans les yeux en gravant une plaque d'acier.
Mick Micheyl est la marraine de scène de l'humoriste et imitateur Laurent Gerra. Elle l'a invité pour effectuer son premier passage à la télévision, dans l'émission La Chance aux chansons.
Elle meurt le 16 mai 2019 à Montmerle-sur-Saône à l'âge de 97 ans, dans la maison de retraite où elle résidait depuis plusieurs années. Elle est inhumée au cimetière communal.

### Vie privée
Mick Micheyl est une artiste lesbienne.

## Chansons primées
- Le Marchand de poésie, grand prix de l'ABC, 1949.
- Ni toi, ni moi, grand prix de l'Académie Charles-Cros 1953.
- Un gamin de Paris (1951), chanté également par Yves Montand, Patachou et Francis Linel.

## Filmographie

### Cinéma
- 1953 : Le Petit Jacques de Robert Bibal : la chanteuse
- 1954 : Boum sur Paris de Maurice de Canonge : elle-même
- 1956 : Zaza de René Gaveau : Toto
- 1956 : Ce soir les souris dansent de Juan Fortuny : Lydia Martha
- 1957 : Paris Music Hall de Stany Cordier : Kiki
- 1969 : Le diable aime les bijoux de José María Elorrieta : Mick

## Publication
- Dieu est-il bien dans ma peau ?, les Presses de la Cité, 1984 (autobiographie)

## Distinctions
- Chevalier de la Légion d'honneur (13 juillet 1999)[1].
- Grande médaille d'or avec plaquette d'honneur de la Société académique arts-sciences-lettres[11].